# ویلکیه
ویلکیه (به لاتین: Wielkie) یک روستا در لهستان است که در ابرامو، بخش لوبارتاو واقع شده‌است. ویلکیه ۵۳۴ نفر جمعیت دارد.